# Oecetis pilakai
Oecetis pilakai är en nattsländeart som beskrevs av Randriamasimanana och Francois-Marie Gibon 1998. Oecetis pilakai ingår i släktet Oecetis och familjen långhornssländor. Inga underarter finns listade i Catalogue of Life.